# Bill Henderson (Jazzsänger)
William Randall „Bill“ Henderson (* 19. März 1926 in Chicago, Illinois; † 3. April 2016 in Los Angeles, Kalifornien) war ein US-amerikanischer Jazzsänger und Schauspieler.

## Leben
Bill Henderson, der von Joe Williams beeinflusst wurde, begann seine Profikarriere als Sänger 1952, als er in Chicago mit Ramsey Lewis auftrat. Er zog dann nach New York, wo er als Solist arbeitete. Im Juni 1958 nahm Bill Henderson für Blue Note mit der Band von Horace Silver eine vokale Version von dessen Komposition Señor Blues auf. Im Oktober entstanden – ebenfalls für Blue Note – vier Titel mit dem Trio des Organisten Jimmy Smith, unter anderem die Nummer Ain’t That Love und der Jazz-Standard Willow Weep for Me.
Ende Oktober 1959 nahm er mit Benny Golsons Orchester, bestehend aus Booker Little, Bernard McKinney, Yusef Lateef, Wynton Kelly, Paul Chambers und Jimmy Cobb, sein erstes Album Bill Henderson Sings für Vee Jay Records auf, darunter seine Interpretation des Hardbop-Klassikers Moanin’. Ende 1960 entstanden weitere vier Titel für Vee Jay wie die Percy-Mayfield-Nummer Please Send Me Someone to Love, bei denen der Sänger von Tommy Flanagan, Freddie Green, Milt Hinton und Elvin Jones begleitet wurde.
1961 war Henderson mit Art Blakeys Jazz Messengers auf Japan-Tournee; 1963 entstand ein Album für MGM, bei dem er vom Oscar Peterson Trio begleitet wurde. Trotz seines Talents gelang ihm in den 1960er Jahren nicht der künstlerische Durchbruch. 1965 erschien auf Verve die Single Who Can I Turn To?, gefolgt von dem Album Bill Henderson (Verve V/V6 8619). 1966 interpretierte er unter anderem Lennon/McCartneys Klassiker Yesterday im Count Basie Orchestra (Basie Beatle Bag).
Bill Henderson ließ sich dann in Los Angeles nieder, wo er als Schauspieler arbeitete und noch gelegentlich mit einer Band auftrat. In den 1970er Jahren spielte Henderson noch einige Alben für Discovery Records ein und trat vorwiegend im Raum Los Angeles auf. Bekannt ist ein Konzert im August 1975 im 'Times-Restaurant („Live at the Times“). 1999 trat Henderson erneut in Erscheinung, als er an Charlie Hadens Album The Art of the Song mitwirkte (Why Don’t I Choose You). Im Mai 2007 entstand das Live-Album Beautiful Memory: Live at Vic, an dem auch der Schlagzeuger Roy McCurdy mitwirkte.
Er ist nicht mit dem gleichnamigen Jazzpianisten zu verwechseln, der unter anderem mit Billy Higgins und Harold Land arbeitete.

## Würdigung
Der Autor Will Friedwald würdigt den Sänger Bill Henderson trotz seiner wenigen Aufnahmen „als den entscheidenden Sänger des Hardbop.“ Ähnlich wie Ernie Andrews „überträgt auch er Blues-Techniken auf Standardmaterial, und während Andrews eine Art Shout verwendet, verlässt sich Henderson eher auf Stöhnen und Flüstern, mit einer Stimme, die in ihrem Charakter den Stimmen singender Instrumentalisten nahe kommt und die (…) an eine Kreuzung zwischen Ray Charles und Johnny Hartman erinnert.“

## Diskographische Hinweise
- Horace Silver: Six Pieces of Silver (Blue Note, 1956–1958)
- Bill Henderson: Please Send Me Someone to Love (Vee Jay)
- Bill Henderson: The Complete Vee-Jay Recordings Vol. 1 & 2 (Koch, 1993 bzw. 2000)[4]
- Bill Henderson with the Oscar Peterson Trio (Verve, 1963)
- Bill Henderson: Live At The Times (Discovery Records DSCD-779)